# Мануель Лаццарі
Мануель Лаццарі (італ. Manuel Lazzari, нар. 29 листопада 1993, Вальданьо) — італійський футболіст, правий фланговий захисник і півзахисник клубу «Лаціо» і національної збірної Італії.

## Клубна кар'єра
Народився 29 листопада 1993 року в місті Вальданьо. Вихованець юнацьких команд футбольного клубу «Віченца».
У дорослому футболі почина грати на початку 2010-х за команди четвертого за силою італійського футбольного дивізіону, де попри юний вік мав регулярну ігрову практику.
2013 року став гравцем команди СПАЛ, що також змагалася на четвертому рівні італійської футбольної піраміди, а наступного року при реорганізації нижчих італійських ліг опинилася у третьому за силою дивізіоні. Був важливою складовою команди, що за два роки у 2015–2017 подолала шлях від третього до найсильнішого італійського дивізіону. Відіграв у Серії A за СПАЛ два сезони.
12 липня 2019 року перейшов до римського «Лаціо», який сплатив за трансфер 10 мільйонів євро, а також передав феррарському клубу права на Алессандро Мурджу. У новій команді Лаццарі відразу ж став основним виконавцем на правому фланзі, зокрема повністю провівши на полі гру за Суперкубок Італії 2019, який став для нього першим великим трофеєм у кар'єрі.

## Виступи за збірну
2018 року дебютував в офіційних матчах у складі національної збірної Італії грою Ліги націй УЄФА 2018—2019 проти збірної Португалії.
| Дата      | Місто     | Господарі  | Результат | Гості   | Турнір                               | Голи | Примітки |
| --------- | --------- | ---------- | --------- | ------- | ------------------------------------ | ---- | -------- |
| 10-9-2018 | Лісабон   | Португалія | 1 – 0     | Італія  | Ліга націй УЄФА 2018-2019 - 1-й етап | -    |          |
| 7-10-2020 | Флоренція | Італія     | 6 – 0     | Молдова | товариський матч                     | -    |          |
| Усього    |           | Матчів     | 2         |         | Голів                                | 0    |          |

## Титули і досягнення
- Володар Суперкубка Італії з футболу (1):

«Лаціо»: 2019